# Кочінян Антон Єрвандович
Антон Ервандович Кочінян (вірм. Անտոն  Քոչինյան; 25 жовтня 1913, Шагалі — 5 квітня 1989, Єреван) — вірменський партійний, державний і політичний діяч. З 31 жовтня 1961 року по 29 березня 1966 року був кандидатом у члени ЦК КПРС, а з 8 квітня 1966 по 1975 рік — членом ЦК КПРС. Обирався депутатом Верховної Ради СРСР 3—9-го скликань (1953–1979 роки).

## Біографія
Народився 12 (25 жовтня) 1913 року в селі Шагалі Каракліського повіту Еріванської губернії (нині село Ваагні Лорійської області Республіки Вірменії) в сім'ї селянина-землероба. Навчався у сільській початковій школі. У 1928 році вступив до комсомолу. У 1929–1931 роках, продовжуючи навчання в школі сільської молоді, допомагав батькові на сільгоспроботах. У квітні-жовтні 1931 року працював обліковцем в Каракліському райкомі ЛКСМ, де в жовтні того ж року став кандидатом у члени ВКП(б). З рік попрацював бригадиром в щойно створеному колгоспі рідного села. У вересні 1932 року вступив до вірменського педагогічного технікума у Тифлісі, але, провчившись лише рік, кинув навчання і повернувся в рідний колгосп. Восени 1933 року Каракліським райкомом партії був відряджений його до Єревану на навчання у Вищу комуністичну сільськогосподарську школу, яку закінчив у 1935 році.
З липня 1935 року працював відповідальним секретарем районної газети «Шамшадини колхозник» («Шамшадинський колгоспник»), а через чотири місяці став редактором газети «Сталинян угиов» («За Сталінським шляхом») Азізбеківського району. З жовтня 1937 року по 1938 рік працював на посаді секретаря Азізбеківського райкому комсомолу. Член ВКП(б) з 1938 року. З лютого 1939 року — секретар ЦК ЛКСМ Вірменії з кадрів, а з 1 грудня того ж року — перший секретар ЦК ЛКСМ Вірменії. З березня 1940 року — член ЦК КП(б) Вірменії. З 1 грудня 1941 року і по 1943 рік — перший секретар Кіровського районного комітету КП(б) Вірменії (Єреван). У 1943–1944 роках — перший секретар Котайкского районного комітету КП(б) Вірменії. У 1944–1946 роках — слухач Вищої школи партійних організаторів при ЦК ВКП(б). Після закінчення навчання у Москві, у листопаді 1946 року був призначений третім секретарем ЦК КП(б) Вірменії. З січня 1949 року по 1952 рік — секретар ЦК КП(б) Вірменії. Одночасно з 1949 року 10 років навчався на заочному відділенні Вищої партійної школи при ЦК ВКП(б), у 1950–1951 роках пройшов річні курси перепідготовки партійних і радянських керівних працівників при тій же ВПШ.
У січні 1952 року Вірменська РСР була розбита на три округи і Антон Кочінян був призначений першим секретарем Єреванського окружного комітету КП(б) Вірменії. З 20 листопада 1952 року по лютий 1966 року — голова Ради міністрів Вірменської РСР. Одночасно, у 1954–1958 роках, міністр закордонних справ Вірменської РСР. З 5 лютого 1966 року по 27 листопада 1974 року — перший секретар ЦК КП Вірменії. З 1974 року на пенсії.
Був делегатом 19—24-го з'їздів КПРС.
Помер в Єревані 5 квітня 1989 року.

## Нагороди
Нагороджений трьома орденами Леніна, орденом Вітчизняної війни 2 ступеня, орденом «Знак Пошани» (23 листопада 1940; у зв'язку з XX-річним ювілеєм Вірменської Радянської Соціалістичної Республіки, за досягнення в розвитку промисловості і сільського господарства), медаллю «За трудову доблесть» (25.12.1959).